# Kasaï (rivier)
De Kasaï (ook Kassabi, Ibari, Nkutu, Kassai en in het Portugees Cassai genoemd) is een rivier in Centraal-Afrika die ontspringt in Angola onder de naam Rio Casai. Op verschillende plekken markeert hij de grens tussen Angola en de Democratische Republiek Congo (DRC). Hij stroomt noordwaarts doorheen Congo en mondt uit in de Kongo.

## Geografie
De Kasaï ontspringt in het oosten van het Angolese Bié-plateau en stroomt vandaar oostwaarts tot de grens van de Democratische Republiek Congo, waar hij een bocht van 90% naar het noorden maakt en over een afstand van zo'n 400 km een grensrivier is. Hier is de bedding bezaaid met eilandjes en wordt ze wel 10 km breed. Verder noordwaarts vloeiend bereikt de Kasaï het Kongobekken en buigt daarin naar het noordwesten af. Terwijl de Kasaï deze richting aanhoudt, mondt ten noorden van Bandudu de Kwilu erin uit. Na het laatste gedeelte van de rivier, dat Kwa genoemd wordt, mondt hij in vogelvlucht 170 km ten noordoosten van Kinshasa uit in de Kongostroom.
Deze waterloop strekt zich uit over 2153 km.
In zijn verloop liggen twee tamelijk grote watervallen, de Poggewaterval (bij 6° 40' zuiderbreedte) en de Wissmannwaterval (bij 5° 50' zuiderbreedte). Van links komen de belangrijkste zijrivieren van de Kasaï: de Luembe, Luatschim, Tschikapa en Lowoa. Van rechts monden de Lulua en de Lukenje (Msini, Ikatta) erin uit.
Onder de zijrivieren van de Kasaï rekent men ook de Fimi, de Kwilu en de Sankuru. Het gedeelte tussen de samenvloeiing met de Fimi en de uitmonding in de Kongo draagt de naam Kwa. De Kwango, die vaak valselijk voorgesteld wordt als een zijrivier van de Kasaï, mondt eigenlijk uit in de Kwilu. De rivier de Kwango, die van een hoger niveau dan dat van de rivier de Kwilu naar beneden stroomt, mondt uit in deze laatste ter hoogte van Luanie (Bandundu). Dit water kleurt de Kwilu zichtbaar over een afstand van meer dan 0,5 km.
Bij het begin van de regentijd in oktober stijgt het peil van de rivier met zo'n 4 m. Bij hoge waterstand voert hij bij de monding zo'n 12.000 m² water per seconde af.

### Voornaamste zijrivieren
In Angola, van de bron tot aan de Congolese grens
- Munhango
- Mucussuege
- Luau
- Kanduke
- Dembo
- Kasungeshi

Van de Angolese grens tot Tshikapa
- Luete
- Lutshima
- Lubembe
- Longishima
- Tshikapa

Van Tshikapa tot Ndjoko-Punda
- Lovua

Van Ndjoko-Punda tot Ilebo
- Kabambaye
- Lulua
- Longwala

Van Ilebo tot de Kongostroom
- Lutshwadi
- Sankuru
- Lubundji
- Loange
- Kwango
- Buma
- Lekulu
- Mfimi
- Letomo
- Mbala

## Transport
De lengte van het bevaarbare deel ligt rond de 3.500 km, zijrivieren inbegrepen. De hoofdrivier zelf is tot de Wissmann-waterval bevaarbaar. Daardoor kan de Kasaï gebruikt worden voor binnenvaart van de rivier de Kongo tot Kwamouth, op het gedeelte dat Kwa heet tot Mushie en vervolgens op de Kasaï tot Ilebo en verder tot Djokupunda. Er is een spoorweg ingericht om Djokupunda te verbinden met Makumbi.
Vanaf Makumbi is de rivier opnieuw bevaarbaar tot het zuiden van Tshikapa. Een walvisvaarder verbindt Tshikapa met Makumbi.

## Galerij

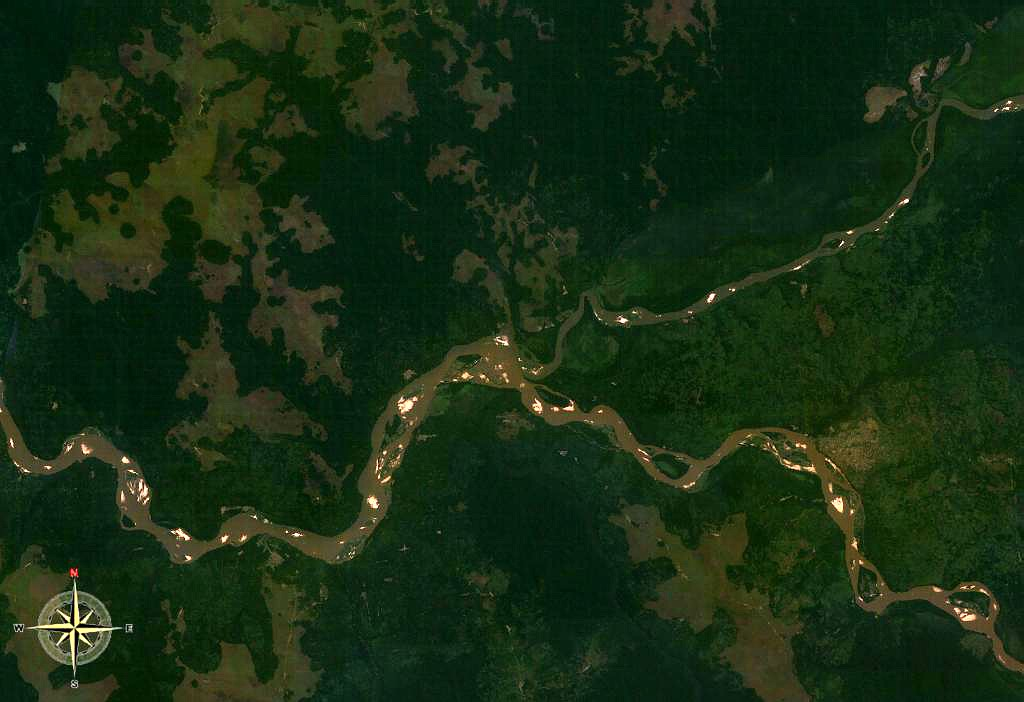
Samenvloeiing van de Sankuru en de Kasaï
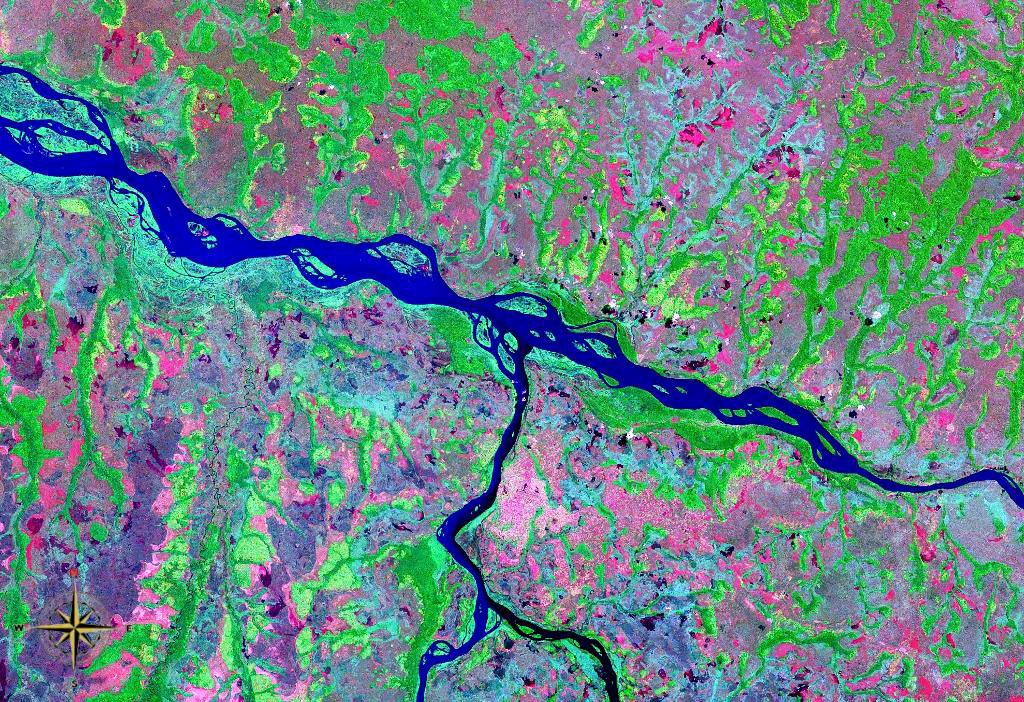
Samenvloeiing van de Kwango en de Kasaï

- Library of Congress Control Number: sh85071692
- Nationale Bibliotheek van Israël: 987007541064105171
- Virtual International Authority File: 234124116